# Gnathia marleyi
Espèce
Gnathia marleyi est une espèce de crustacés isopodes de la famille des Gnathiidae qui parasite les poissons et qui se rencontre uniquement dans les Caraïbes.

## Systématique
L'espèce Gnathia marleyi a été décrite en 2012 par les zoologistes et parasitologues Charon Farquharson (d), Nico J. Smit (d) et Paul C. Sikkel (d).

## Description
Gnathia marleyi mesure de 2,1 à 3,1 mm pour les femelles et de 2,6 à 3,7 mm pour les mâles.

## Liste d'espèces infectées
Parmi les espèces de poissons infectés figurent notamment :
- Acanthurus bahianus Castelnau, 1855
- Chaetodon capistratus Linnaeus, 1758
- Epinephelus guttatus  (Linnaeus, 1758)
- Haemulon flavolineatum (Desmarest, 1823)
- Haemulon plumieri (Lacepede, 1801)
- Haemulon sciurus (Shaw, 1803)
- Holocentrus rufus (Walbaum, 1792)
- Lutjanus apodus (Walbaum, 1792)
- Lutjanus griseus  (Linnaeus, 1758)
- Scarus taeniopterus Desmarest, 1831
- Sparisoma aurofrenatum (Valenciennes, 1840)
- Stegastes diencaeus (Jordan & Rutter, 1897)
- Stegastes planifrons (Cuvier, 1830)

## Étymologie
Son épithète spécifique, marleyi, lui a été donnée en l'honneur du musicien et chanteur Bob Marley (1945-1981) en raison du fait qu'elle est exclusivement Caribéenne comme il l'était.

## Publication originale
- (en) Charon Farquharson, Nico J. Smit et Paul C. Sikkel, « Gnathia marleyi sp. nov. (Crustacea, Isopoda, Gnathiidae) from the Eastern Caribbean », Zootaxa, Magnolia Press (d), vol. 3381, no 1,‎ 6 juillet 2012, p. 47–61 (ISSN 1175-5334 et 1175-5326, OCLC 49030618, DOI 10.11646/ZOOTAXA.3381.1.3, lire en ligne).